# 49er
De 49er is een tweemans zwaardboot. Beide opvarenden maken gebruik van een trapeze om de boot overeind te houden.

## Snelle zeilboot
De 49er is aan het begin van de 21e eeuw een van de snelste zeilboten op de Olympische Spelen. Dit komt door haar lage gewicht, haar grote zeiloppervlak en haar grote breedte. De boot heeft namelijk twee zogenaamde 'wings': verbredingsstukken aan de zijkant die als voetsteun dienen voor de bemanning. Samen vergroten de twee wings de breedte van de boot met één meter. De 49er wordt vaak een skiff genoemd.

## Ontwerp
Het ontwerp door de Australische Julian Bethwaite in 1996 was in zijn tijd revolutionair en zette de toon voor vele latere ontwerpen. De International Sailing Federation liet de skiff voor het eerst toe op de Olympische Spelen van Sydney in het jaar 2000. Het wordt ingezet in de tweepersoons skiff-klasse voor mannen.

## Facelift
In 2009, kort na de Olympische Spelen van 2008, heeft de 49er een aantal veranderingen ondergaan:
- De mast is 10 centimeter langer geworden en nu volledig uitgevoerd in koolstofvezel.
- Het grootzeil is een halve vierkante meter gegroeid, maar is vooral op visueel gebied veranderd; zo is het zeil voorzien van een 'square top' en opvallende gele accenten.
- Voor de update waren de wings uitschuifbaar. Hierdoor kon de breedte van de boot worden ingesteld met intervallen van 5 centimeter, bedoeld om scheepsbemanningen van verschillend gewicht gelijke kansen te geven. Dit systeem werd in de praktijk echter niet gebruikt. Om die reden is het schuifsysteem van de wings verwijderd. Een bijkomend voordeel is een forse gewichtsbesparing op de boot.
- Het roerblad en zwaard zijn efficiënter gemaakt, dat wil zeggen dat het een dunner profiel heeft met behoud van de sterkte.

## 49er FX

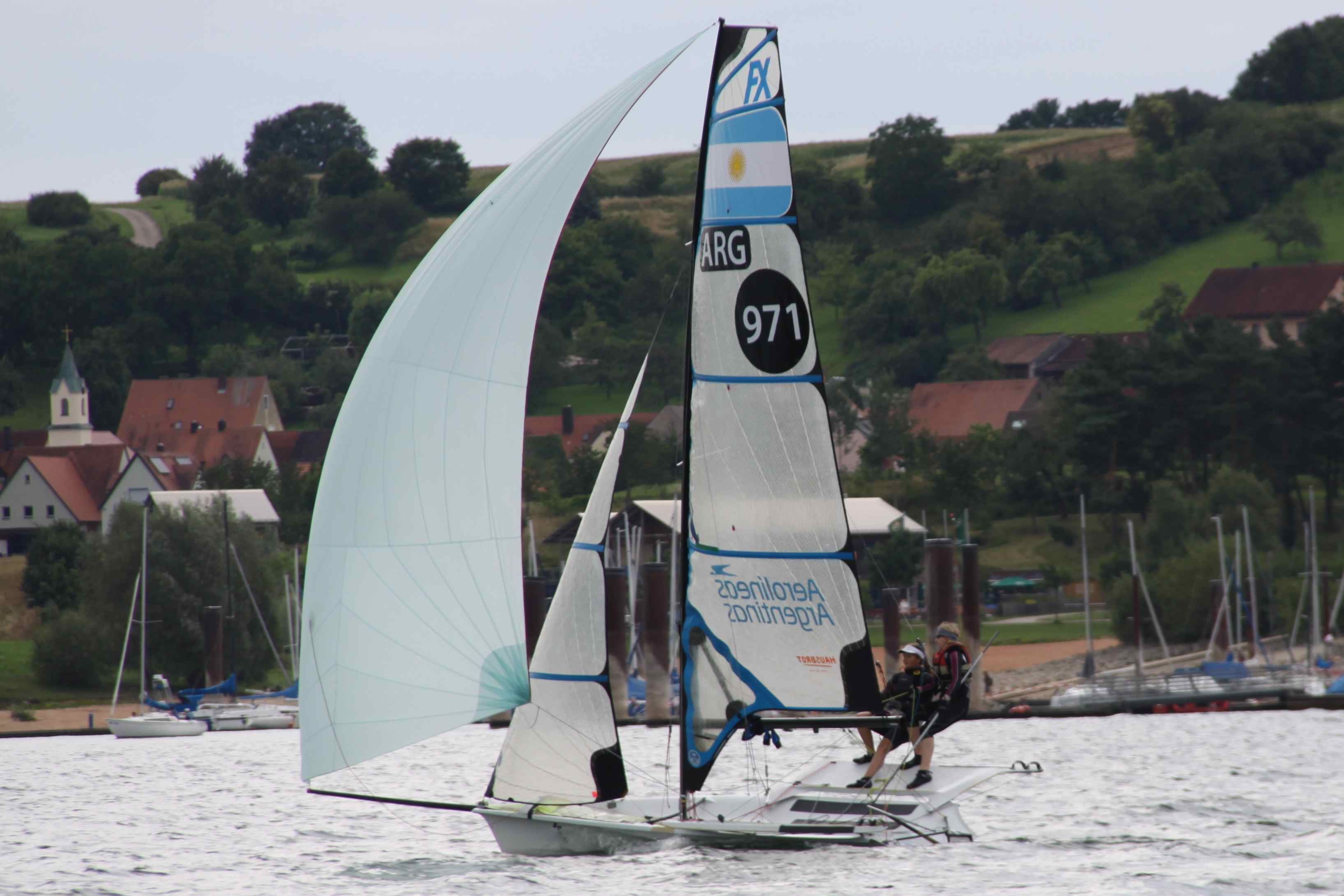
Een 49er FX

De 49er FX is een doorontwikkeling van de 49er en werd voor het eerst gebruikt op de Olympische Spelen van 2016 in Rio de Janeiro. De 49er FX vervangt bij de vrouwen de Elliott 6m.
De romp, zwaarden, giek, gaffel, zalingen en de zogenaamde vleugels van de 49er FX zijn identiek aan de 49er. Verschillen zijn:
- Het tuigage is vernieuwd
- De zeilen zijn aangepast aan dit tuigage
- De fokkenschoot heeft een extra bevestigingspunt
- De gennaker-val heeft een extra blok om de efficiëntie van het ratelblok te verhogen